# Nathan Van Hooydonck
Nathan Van Hooydonck (Gooreind, 12 ottobre 1995) è un ex ciclista su strada belga, professionista dal 2017 al 2023.

## Carriera
Figlio dell'ex ciclista professionista Gino e nipote del due volte vincitore del Giro delle Fiandre Edwig, nei due anni tra gli Juniores è più volte nazionale belga ai Mondiali e agli Europei su strada di categoria. Da Under-23 gareggia quindi prima con la Bissell di Axel Merckx e poi per due anni con il BMC Development Team, ottenendo tra le altre due vittorie nel campionato nazionale Under-23, in linea nel 2015 e a cronometro nel 2016.
Passato professionista nel 2017 con la statunitense BMC Racing Team, dopo i due anni nella squadra di sviluppo, vi rimane fino al 2020 (nell'ultimo biennio lo sponsor era CCC), senza successi ma disputando il suo primo Grande Giro, la Vuelta a España 2019. Nel 2021 si trasferisce alla squadra olandese Jumbo-Visma. Coi Calabroni diventa uno dei gregari delle squadre che dominano il biennio ciclistico nei Grandi Giri. Corre infatti la Vuelta a España 2021 vinta da Primož Roglič e i Tour de France 2022 e 2023 vinti da Jonas Vingegaard, mentre a livello personale la sua massima soddisfazione è il secondo posto alla Kuurne-Bruxelles-Kuurne 2023.
Il 12 settembre 2023 a Kalmthout un problema cardiaco gli fa perdere coscienza mentre è alla guida, causando un incidente stradale; rianimato sul posto e trasportato in ospedale, non subisce danni cerebrali e si riprende. Nei giorni successivi si rende però necessario l'inserimento di un defibrillatore cardiaco impiantabile per correggere una potenziale futura aritmia cardiaca: esami approfonditi avevano infatti rivelato un'anomalia del muscolo cardiaco come causa del malore avuto alla guida. A causa dell'inserimento del dispositivo, vietato ai ciclisti nella pratica sportiva, è costretto al ritiro dalle corse a soli 27 anni.

## Palmarès
- 2013 (Juniores)

Classifica generale Keizer der Juniores
- 2014 (Bissel Development Team)

3ª tappa Arden Challenge
- 2015 (BMC Development Team)

Campionati belgi, Prova in linea Under-23
- 2016 (BMC Development Team)

Campionati belgi, Prova a cronometro Under-23
4ª tappa Ronde de l'Oise (Saint-Maximin > Liancourt)

### Altri successi
- 2015 (BMC Development Team)

Classifica giovani Olympia's Tour
- 2016 (BMC Development Team)

Prologo Tour de Berlin (Berlino > Berlino, cronosquadre)
Classifica giovani Ronde de l'Oise
- 2017 (BMC Racing Team)

Grand Prix Cham-Hagendorn
- 2019 (CCC Team)

3ª tappa Hammer Stavanger (Stavanger, cronosquadre)
- 2023 (Jumbo-Visma)

3ª tappa Parigi-Nizza (Dampierre-en-Burly, cronosquadre)

## Piazzamenti

### Grandi Giri
- Tour de France

2022: non partito (20ª tappa)
2023: 93º
- Vuelta a España

2019: 114º
2021: 82º

### Classiche monumento
- Milano-Sanremo

2019: ritirato
2022: 58º
2023: 118º
- Giro delle Fiandre

2019: 61º
2020: 49º
2021: 61º
2022: 42º
2023: 11º
- Parigi-Roubaix

2018: ritirato
2019: 47º
2021: 22º
2022: 37º
2023: 14º

### Competizioni mondiali
- Campionati mondiali

Valkenburg 2012 - Cronometro Juniores: 6º
Valkenburg 2012 - In linea Juniores: 54º
Toscana 2013 - Cronometro Juniores: 17º
Toscana 2013 - In linea Juniores: 41º
Richmond 2015 - Cronometro Under-23: 17º
Richmond 2015 - In linea Under-23: 82º
Doha 2016 - Cronometro Under-23: 27º
Doha 2016 - In linea Under-23: 131º
Bergen 2017 - Cronometro Under-23: 49º
Wollongong 2022 - Staffetta mista: 8º
Wollongong 2022 - In linea Elite: 43º
Glasgow 2023 - In linea Elite: ritirato

### Competizioni continentali
- Campionati europei

Goes 2012 - Cronometro Juniores: 13º
Frýdek-Místek 2013 - Cronometro Juniores: 13º
Tartu 2015 - Cronometro Under-23: 34º
Tartu 2015 - In linea Under-23: 45º
Plumelec 2016 - Cronometro Under-23: 5º
Plumelec 2016 - In linea Under-23: 87º